# World Rugby Women's Sevens Series 2022-2023
Ne doit pas être confondu avec World Rugby Sevens Series 2022-2023.
Navigation
2021-2022 2023-2024
Les World Rugby Women's Sevens Series 2022-2023, officiellement le tournoi féminin des HSBC World Rugby Sevens Series, est la 10e édition de la série mondiale féminine de rugby à sept, la plus importante compétition internationale de rugby à sept.

## Présentation
Le circuit féminin des Sevens Series est initialement composé de sept étapes pour la saison 2022-2023. Toutes les étapes sont organisées de manière conjointe avec celles du circuit masculin.
- Premier bloc : tournois de Dubaï et d'Afrique du Sud
- Deuxième bloc : tournois de Nouvelle-Zélande et d'Australie
- Troisième bloc : tournoi du Canada
- Quatrième bloc : tournoi de Hong Kong
- Cinquième bloc : tournoi de France

Au terme de chaque étape, des points sont attribués à chaque équipe en fonction de leur classement. L'équipe comptant le plus de points à la fin du circuit remporte le titre. Le classement de cette édition permet aussi de décrocher les premières places en vue des Jeux olympiques d'été de 2024 : hormis la France déjà qualifiée en tant que pays hôte, les quatre meilleures nations seront qualifiées directement pour le tournoi olympique.
À partir de cette édition, les Fédérations anglaise, écossaise et galloise décident conjointement d'aligner une équipe commune de Grande-Bretagne, sur le principe des Jeux olympiques.
Bien qu'elle ait terminé dernière des équipes permanentes de la saison 2021-2022, le Brésil garde son statut pour cette édition, étant donné la suspension toujours active de la Fédération russe et de ses équipes nationales par World Rugby — et par conséquent de l'équipe de Russie féminine de rugby à sept — en lien avec les événements liés à l'invasion de l'Ukraine par la Russie.

## Équipes
Onze équipes participent aux Sevens Series en tant qu'équipes permanentes, :
- Australie
- Brésil
- Canada
- Espagne
- États-Unis
- Fidji
- France
- Grande-Bretagne
- Irlande
- Japon
- Nouvelle-Zélande

Les équipes suivantes sont invitées pour participer en tant que 12e à au moins un des tournois :
- Afrique du Sud
- Chine
- Colombie
- Hong Kong
- Papouasie-Nouvelle-Guinée
- Pologne

## Étapes
| Étape            | Date                    | Lieu                          | Vainqueur        |
| ---------------- | ----------------------- | ----------------------------- | ---------------- |
| Dubaï            | 2 au 3 décembre 2022    | The Sevens Stadium, Dubaï     | Australie        |
| Afrique du Sud   | 9 au 11 décembre 2022   | Cape Town Stadium, Le Cap     | Nouvelle-Zélande |
| Nouvelle-Zélande | 21 au 22 janvier 2023   | FMG Stadium Waikato, Hamilton | Nouvelle-Zélande |
| Australie        | 27 au 29 janvier 2023   | Allianz Stadium, Sydney       | Nouvelle-Zélande |
| Canada           | 3 mars au 5 mars 2023   | BC Place, Vancouver           | Nouvelle-Zélande |
| Hong Kong        | 31 mars au 2 avril 2023 | Hong Kong Stadium, Hong Kong  | Nouvelle-Zélande |
| France           | 12 au 14 mai 2023       | Stade Ernest-Wallon, Toulouse | Nouvelle-Zélande |

## Classement général
| Rang               | Équipe                    | Dubaï | Le Cap | Hamilton | Sydney | Vancouver | Hong Kong | Toulouse | Total |
| ------------------ | ------------------------- | ----- | ------ | -------- | ------ | --------- | --------- | -------- | ----- |
| Médaille d'or      | Nouvelle-Zélande          | 18    | 20     | 20       | 20     | 20        | 20        | 20       | 138   |
| Médaille d'argent  | Australie (T)             | 20    | 18     | 16       | 12     | 18        | 18        | 16       | 118   |
| Médaille de bronze | États-Unis                | 16    | 16     | 18       | 16     | 16        | 8         | 18       | 108   |
| 4                  | France                    | 14    | 12     | 8        | 18     | 14        | 12        | 14       | 92    |
| 5                  | Irlande                   | 10    | 14     | 14       | 14     | 6         | 6         | 10       | 74    |
| 6                  | Fidji                     | 12    | 8      | 6        | 10     | 12        | 14        | 6        | 68    |
| 7                  | Grande-Bretagne           | 6     | 10     | 12       | 8      | 8         | 16        | 8        | 68    |
| 8                  | Japon (P)                 | 3     | 2      | 10       | 6      | 4         | 3         | 12       | 40    |
| 9                  | Canada                    | 4     | 6      | 2        | 4      | 10        | 10        | 3        | 39    |
| 10                 | Espagne                   | 8     | 3      | 4        | 2      | 3         | 4         | 4        | 28    |
| 11                 | Brésil                    | 1     | 4      | 3        | 3      | 2         | 2         | 1        | 16    |
| 12                 | Chine                     | 2     | -      | -        | -      | -         | -         | -        | 2     |
| 13                 | Pologne                   | -     | -      | -        | -      | -         | -         | 2        | 2     |
| 14                 | Papouasie-Nouvelle-Guinée | -     | -      | 1        | 1      | -         | -         | -        | 2     |
| 15                 | Afrique du Sud            | -     | 1      | -        | -      | -         | -         | -        | 1     |
| 16                 | Hong Kong                 | -     | -      | -        | -      | -         | 1         | -        | 1     |
| 17                 | Colombie                  | -     | -      | -        | -      | 1         | -         | -        | 1     |

|  | Qualifiée pour l'édition suivante et pour le tournoi olympique 2024. |
|  | Qualifiée pour l'édition suivante.                                   |
|  | Reléguée.                                                            |
|  | Équipe invitée.                                                      |
|  | T : tenante du titre P : promue                                      |

Après chaque étape, les points sont attribués à chaque équipe suivant le barème suivant :
| Rang | Points | Rang | Points |
| ---- | ------ | ---- | ------ |
| 1    | 20     | 7    | 8      |
| 2    | 18     | 8    | 6      |
| 3    | 16     | 9    | 4      |
| 4    | 14     | 10   | 3      |
| 5    | 12     | 11   | 2      |
| 6    | 10     | 12   | 1      |

## Classements individuels et distinctions

### Meilleures marqueuses
| Rang | Joueuse                 | Essais marqués |
| ---- | ----------------------- | -------------- |
| 1    | Maddison Levi           | 57             |
| 2    | Michaela Blyde          | 43             |
| 3    | Charlotte Caslick       | 31             |
| 4    | Amee-Leigh Murphy Crowe | 30             |
| 4    | Stacey Fluhler          | 30             |

### Meilleures réalisatrices
| Rang | Joueuse          | Points marqués |
| ---- | ---------------- | -------------- |
| 1    | Maddison Levi    | 285            |
| 2    | Tyla Nathan-Wong | 247            |
| 3    | Michaela Blyde   | 215            |
| 4    | Lucy Mulhall     | 183            |
| 5    | Reapi Ulunisau   | 170            |